# Matthew Harvey Clark
Matthew Harvey Clark (* 15. Juli 1937 in Waterford; † 22. Januar 2023 in Rochester) war ein US-amerikanischer Geistlicher und römisch-katholischer Bischof von Rochester.

## Leben
Matthew Harvey Clark studierte Philosophie und Theologie am Mater Christi Seminary in Albany, New York, sowie am Päpstlichen Nordamerika-Kolleg und der Päpstlichen Universität Gregoriana, beide in Rom. Am 19. Dezember 1962 empfing er durch Kurienerzbischof Martin John O’Connor die Priesterweihe für das Bistum Albany in der römischen Sacro Cuore di Cristo Re. 1963 erwarb er das Lizentiat der Heiligen Theologie an der Gregoriana. Nach seiner Rückkehr nach New York unterrichtete Clark am Vinzentinischen Institut und diente gleichzeitig in der Pfarrei Our Lady of Mercy, beide in Albany. Clark kehrte 1964 an die Gregoriana zurück und erwarb 1966 das Lizentiat in Kirchenrecht. 1966 wurde Clark zum Vizekanzler des Bistums Albany ernannt. Im Jahr 1967 wurde er Assistenzpfarrer an der St. Ambrosius-Gemeinde in Latham, New York. Außerdem wurde Clark 1969 zum Vorsitzenden des Personalausschusses für Priester des Bistums ernannt. 1972 ging Clark erneut nach Rom und wurde zunächst stellvertretender Regens, ab 1974 Regens des Päpstlichen Nordamerikanischen Kollegs.
Papst Johannes Paul II. ernannte ihn am 23. April 1979 zum Bischof von Rochester. Der Papst persönlich spendete ihm am 27. Mai desselben Jahres die Bischofsweihe; Mitkonsekratoren waren Duraisamy Simon Lourdusamy, Sekretär der Kongregation für die Evangelisierung der Völker, und Eduardo Martínez Somalo, Substitut des Staatssekretariates.  Die Amtseinführung im Bistum Rochester fand am 26. Juni desselben Jahres statt.
Papst Benedikt XVI. nahm am 21. September 2012 seinen altersbedingten Rücktritt an. 2019 wurde bei ihm die Alzheimer-Krankheit diagnostiziert, an der er im Januar 2023, im Alter von 85 Jahren im Mutterhaus der St.-Joseph-Schwestern in Rochester starb.